# French Community Championships 1999
Il French Community Championships 1999 è stato un torneo femminile di tennis giocato sulla terra rossa. È stata la 1ª edizione del torneo, che fa parte della categoria Tier IV nell'ambito del WTA Tour 1999. Si è giocato a Knokke-Heist in Belgio, dal 2 all'8 agosto 1999.

## Campionesse

### Singolare
María Antonia Sánchez Lorenzo ha battuto in finale  Denisa Chládková con il punteggio di 6(2)–7, 6–4, 6–2

### Doppio
Eva Martincová /  Elena Wagner hanno battuto in finale  Evgenija Kulikovskaja /  Sandra Načuk con il punteggio di 3–6, 6–3, 6–3